# 涙をラッピング
『涙をラッピング』（なみだをラッピング）は、竹田真理子による日本の漫画作品。

## 概要
『なかよし』（講談社）において、1987年から1988年まで連載された。

## 書誌情報
竹田真理子 『涙をラッピング』 講談社〈講談社コミックスなかよし〉、全1巻
- 1巻、1988年3月6日発行、ISBN 4-06-178601-6